# 長倉 (軽井沢町)
長倉（ながくら）は、長野県北佐久郡軽井沢町の地名。

## 地理
軽井沢町の中央部に位置する。北は群馬県長野原町北軽井沢、東は大字軽井沢、南東は群馬県安中市松井田町、南は大字発地、西は大字追分に隣接する。中央部を湯川が流れ、北陸新幹線、しなの鉄道、国道18号、軽井沢バイパスが東西に走る。中軽井沢で国道18号から分岐した国道146号が北上し北軽井沢に通じ、また国道18号から県道豊昇茂沢中軽井沢停車場線が南下し御代田町に通じる。また北部の峰の茶屋付近では鬼押ハイウェイが北へ、白糸ハイランドウェイが東へ分岐する。
軽井沢町では、大字や町丁のほかに「区」と呼ばれる自治組織があり、長倉には以下の区が設けられている。中軽井沢を除く14区合計の人口は7,512人。
- 小瀬区
- 千ヶ滝中区
- 千ヶ滝西区
- 星野区
- 塩壺区
- 離山区
- 古宿区
- 借宿区
- つくしが丘区
- 浅間台団地区
- 大日向区
- 油井区
- 鳥井原区
- 塩沢区
- 中軽井沢区（長倉と中軽井沢に跨る。旧・沓掛区）

## 歴史
- 1889年（明治22年）4月1日 - 町村制の施行により、軽井沢村・峠町および長倉村の一部（沓掛・塩沢新田・借宿）の区域をもって東長倉村が、追分村・発地村および長倉村の一部（成沢新田・油井）の区域をもって西長倉村が発足。
- 1923年（大正12年）8月1日 - 東長倉村が町制施行・改称して軽井沢町となる。[6]。
- 1942年（昭和17年）5月8日 - 西長倉村を編入。西長倉村大字長倉は軽井沢町大字長倉に編入。[6]。
- 1960年（昭和35年）3月 - 沓掛区を「中軽井沢」に改称。大字長倉の一部より中軽井沢地区が起立[6]。

## 施設
- 中軽井沢駅
- 軽井沢町役場
- 軽井沢町立軽井沢中学校
- 佐久広域連合消防本部 軽井沢消防署
- 軽井沢警察署 検問派出所
- 軽井沢町立図書館
- 千ヶ滝郵便局
- 中軽井沢郵便局
- 気象庁 浅間山火山防災連絡事務所
- 軽井沢町歴史民俗資料館
- 田崎美術館
- ルヴァン美術館
- ムーゼの森
  - 軽井沢絵本の森美術館
  - エルツおもちゃ博物館・軽井沢
- 軽井沢タリアセン
  - 軽井沢高原文庫
  - ペイネ美術館
- セゾン現代美術館
- 軽井沢現代美術館
- SBC軽井沢ラジオ中継局
- 長倉神社

## 企業
- 星野リゾート
- ヤッホーブルーイング
- 軽井沢ブルワリー

## 小・中学校の学区
公立小・中学校に通う場合、学区は以下の通りとなる。
| 地区                                                                                  | 小学校                     | 中学校                 |
| ------------------------------------------------------------------------------------- | -------------------------- | ---------------------- |
| 小瀬区                                                                                | 軽井沢町立軽井沢東部小学校 | 軽井沢町立軽井沢中学校 |
| 塩沢区、中軽井沢区、古宿区、星野区、塩壺区、 千ケ滝中区、千ケ滝西区、鳥井原区、油井区 | 軽井沢町立軽井沢中部小学校 | 軽井沢町立軽井沢中学校 |
| 借宿区、大日向区、浅間台区、つくしケ丘区                                              | 軽井沢町立軽井沢西部小学校 | 軽井沢町立軽井沢中学校 |